# Марсело дос Сантос Феррейра
Марсело дос Сантос Феррейра (порт. Marcelo dos Santos Ferreira, нар. 27 липня 1989, Сан-Паулу) — бразильський футболіст, захисник клубу «Ат-Таї».

## Ігрова кар'єра
Народився 27 липня 1989 року в місті Сан-Паулу. Вихованець футбольної школи клубу «Васко да Гама», втім за першу команду так і не дебютував і у 20210 році грав за клуб «Ріо Прето» у другому дивізіоні чемпіонату штату Сан-Паулу (шостий за рівнем дивізіон країни).
2010 року перейшов у клуб третього за рівнем дивізіону Португалії «Рібейран», де провів один сезон, після чого перейшов у вищоліговий португальський клуб «Ріу-Аве», втім відразу був відданий в оренду в «Лейшойнш» з другого дивізіону, де провів сезон 2011/12. 
Марсело дебютував у португальському вищому дивізіоні 18 серпня 2012 року, відігравши усі 90 хвилин у домашньої матчі проти «Марітіму» (0:1). За підсумками першого сезону бразилець допоміг клубу зайняти високе шосте місце та був визнаний найкращим гравцем року у клубі. В подальшому провів у клубі ще п'ять сезонів як основний гравець, зігравши загалом за клуб з Віла-ду-Конді 152 матчі у чемпіонаті.
23 травня 2018 року на правах вільного агента перейшов у «Спортінг», підписавши з клубом трирічний контракт.